# 华福兰
华福兰（英語：Frank Houghton，1894年—1972年1月25日），英国传教士，中国内地会总监（-1954年），圣公会东川教区首任主教。

## 生平
华福兰出生在英国斯塔福德的圣公会牧师家庭，是八个孩子中的第四个。除他之外，弟兄姐妹中还有四人成了海外传教士，有二人在缅甸，还有二人加入了中国内地会。
1915年，华福兰就读于伦敦神学院（今诺丁汉圣约翰学院），1917年毕业，被按立为圣公会牧师，先后服务于利物浦圣本笃堂、普雷斯顿诸圣堂。他在阅读戴德生传记之后，决定加入中国内地会。
1920年11月10日，华福兰前往中国传教，12月19日抵达上海。随后在镇江内地会语言学校学习汉语。1921年，被派往四川省綏定府（达县）传教，后来被调往万县和梁平。1924年，他和妻子被调到教区中心保宁府（阆中），担任神学院院长。
1936年，华福兰牧师回到中国，担任圣公会川东教区主教。
1951 年，当中国内地会不得不离开中国时，华福兰是中国内地会的总干事。 1951年回到英格兰后，他在 St Marks、New Milverton、Leamington 和 St Peter's、Drayton、Banbury 教会任职。 他于 1963 年退休，并于 1972 年 1 月 25 日去世。